# Spanische Euromünzen
Die spanischen Euromünzen sind die in Spanien in Umlauf gebrachten Euromünzen der gemeinsamen europäischen Währung Euro. Am 1. Januar 1999 trat Spanien der Eurozone bei, womit die Einführung des Euros als zukünftiges Zahlungsmittel gültig wurde.

## Umlaufmünzen
Alle Münzen werden in der spanischen Münzprägestätte der FNMT-RCM in Madrid geprägt.
Spanische Euromünzen haben für jede der drei Münzreihen ein eigenes Motiv. Die kleinste Reihe wurde von Garcilaso Rollán entworfen, die mittlere Reihe von Begoña Castellanos und die beiden größten Münzen von Luis José Diaz. Alle Designs enthalten die zwölf Sterne der EU, das Prägejahr und die Landesbezeichnung ESPAÑA.
Die drei Motive der spanischen Euromünzen sind:
- 1/2/5 Cent: Die Kathedrale von Santiago de Compostela.
- 10/20/50 Cent: Miguel de Cervantes, spanischer Nationaldichter und Verfasser von Don Quijote.
- 1/2 Euro: Porträt des amtierenden spanischen Königs; bis 2014 Juan Carlos I., seit 2015 Felipe VI.

Wie die meisten Euroländer prägt Spanien bereits seit 2007 seine Euromünzen mit der neu gestalteten Vorderseite (neue Europakarte).

### Erste Prägeserie (1999–2009)
Eine erste kleine Veränderung auf der Kopfseite gab es im Prägejahr 2009 – bei dieser Prägeserie sind die 12 Europa-Sterne leicht verkleinert. (Die Wertseite trug bereits seit 2007 die bekannte Überarbeitung), ab 2010 steht die Jahreszahl im weißen inneren Feld der Münze.
| 0,01 €                                | 0,02 €               | 0,05 €                                                                                           |
| ------------------------------------- | -------------------- | ------------------------------------------------------------------------------------------------ |
| 1 Cent Spanien                        | 2 Cent Spanien       | 5 Cent Spanien                                                                                   |
| Kathedrale von Santiago de Compostela |                      |                                                                                                  |
| 0,10 €                                | 0,20 €               | 0,50 €                                                                                           |
| 10 Cent Spanien                       | 20 Cent Spanien      | 50 Cent Spanien                                                                                  |
| Miguel de Cervantes                   |                      |                                                                                                  |
| 1,00 €                                | 2,00 €               | Rand der 2-€-Münze                                                                               |
| 1 Euro Spanien                        | 2 Euro Spanien       |                                                                                                  |
| König Juan Carlos I.                  | König Juan Carlos I. | Sechsmal abwechselnd die Zahl 2 und ★ ★ (zwei Sterne), abwechselnd aufrecht und um 180° gedreht. |

### Zweite Prägeserie (2010–2014)
Spanien war nach Finnland und Belgien das dritte Land der Eurozone, welches seine nationalen Rückseiten einer Neugestaltung unterzog und somit der Empfehlung der Europäischen Kommission nach einheitlicher Gestaltung der nationalen Rückseiten nachkam.
Bei den Münzen der zweiten Prägeserie wird auf die Hinterlegung einiger Sterne am Rand sowie der Landesbezeichnung verzichtet. Bei den beiden höchsten Werten erscheint die Jahreszahl nun links, das Kürzel der Prägestätte rechts vom Kopf des Monarchen. Dies entspricht der Vorgabe der Europäischen Kommission, nach der die Sterne auf dem Außenring wie auf der europäischen Flagge angeordnet sein sollen.
| 0,01 €                                | 0,02 €               | 0,05 €                                                                                           |
| ------------------------------------- | -------------------- | ------------------------------------------------------------------------------------------------ |
|                                       |                      |                                                                                                  |
| Kathedrale von Santiago de Compostela |                      |                                                                                                  |
| 0,10 €                                | 0,20 €               | 0,50 €                                                                                           |
|                                       |                      |                                                                                                  |
| Miguel de Cervantes                   |                      |                                                                                                  |
| 1,00 €                                | 2,00 €               | Rand der 2-€-Münze                                                                               |
|                                       |                      |                                                                                                  |
| König Juan Carlos I.                  | König Juan Carlos I. | Sechsmal abwechselnd die Zahl 2 und ★ ★ (zwei Sterne), abwechselnd aufrecht und um 180° gedreht. |

### Dritte Prägeserie (ab 2015)
Nach der Abdankung des Königs Juan Carlos I. am 18. Juni 2014 folgte ihm sein Sohn als König Felipe VI. im Amt nach. Damit verbunden ist auch eine Neugestaltung der 1- und 2-Euro-Nominale, die seit 2015 Felipes Porträt zeigen. Die Münzen mit den kleineren Nennwerten (1, 2, 5, 10, 20 und 50 Cent) blieben gegenüber der zweiten Prägeserie unverändert.
| 1,00 €           | 2,00 €           | Rand der 2-€-Münze                                                                               |
| ---------------- | ---------------- | ------------------------------------------------------------------------------------------------ |
|                  |                  |                                                                                                  |
| König Felipe VI. | König Felipe VI. | Sechsmal abwechselnd die Zahl 2 und ★ ★ (zwei Sterne), abwechselnd aufrecht und um 180° gedreht. |

## 2-Euro-Gedenkmünzen
| Nr. | Bild | Ausgabedatum Bildreferenz | Anlass | Amtsblatt Referenz | Auflage   |
| --- | ---- | ------------------------- | --- | ------------------ | --------- |
| 1   |      | 30. Juni 2005             | 400. Jahrestag der ersten Ausgabe Miguel de Cervantes’ Don Quixote                                             | [ 5 ] [ 6 ]        | 8.000.000 |
| 2   |      | 25. März 2007             | 50. Jahrestag der Unterzeichnung des Vertrags von Rom Euro-13-Gemeinschaftsausgabe                             | [ 8 ] [ 9 ]        | 8.000.000 |
| 3   |      | 2. Februar 2009           | Zehnjähriges Bestehen der Wirtschafts- und Währungsunion (WWU) Euro-16-Gemeinschaftsausgabe                    | [ 11 ] [ 12 ]      | 8.000.000 |
| 4   |      | 3. März 2010              | Historisches Zentrum von Córdoba (Mezquita-Kathedrale) 1. Münze der Serie UNESCO-Welterbe                      | [ 14 ] [ 15 ]      | 4.000.000 |
| 5   |      | 21. Februar 2011          | Alhambra, Generalife und Albaicín in Granada (Löwenhof) 2. Münze der Serie UNESCO-Welterbe                     | [ 17 ] [ 18 ]      | 4.000.000 |
| 6   |      | 2. Januar 2012            | 10. Jahrestag der Einführung des Euro-Bargelds Euro-17-Gemeinschaftsausgabe                                    | [ 20 ] [ 21 ]      | 4.000.000 |
| 7   |      | 1. März 2012              | Kathedrale von Burgos 3. Münze der Serie UNESCO-Welterbe                                                       | [ 23 ] [ 24 ]      | 4.000.000 |
| 8   |      | 2. März 2013              | Königlicher Sitz San Lorenzo von El Escorial 4. Münze der Serie UNESCO-Welterbe                                | [ 26 ] [ 27 ]      | 4.000.000 |
| 9   |      | 7. Februar 2014           | Werke von Antoni Gaudí (Park Güell: Salamanderbrunnen und Pförtnerhaus) 5. Münze der Serie UNESCO-Welterbe     | [ 29 ] [ 30 ]      | 4.000.000 |
| 10  |      | 10. Dezember 2014         | Thronwechsel von Juan Carlos I. zu Felipe VI.                                                                  | [ 32 ] [ 33 ]      | 8.132.500 |
| 11  |      | 30. Januar 2015           | Höhle von Altamira und Altsteinzeitliche Höhlenmalereien in Nordspanien 6. Münze der Serie UNESCO-Welterbe     | [ 35 ] [ 36 ]      | 4.104.700 |
| 12  |      | 1. Dezember 2015          | Dreißigjähriges Bestehen der EU-Flagge Euro-19-Gemeinschaftsausgabe                                            | [ 38 ] [ 39 ]      | 4.300.000 |
| 13  |      | 5. Februar 2016           | Altstadt von Segovia mit Aquädukt 7. Münze der Serie UNESCO-Welterbe                                           | [ 41 ] [ 42 ]      | 3.400.000 |
| 14  |      | 3. Februar 2017           | Denkmäler von Oviedo und des Königreichs Asturien (Santa María del Naranco) 8. Münze der Serie UNESCO-Welterbe | [ 44 ] [ 45 ]      | 0.536.520 |
| 15  |      | 2. Februar 2018           | Altstadt von Santiago de Compostela (Kathedrale) 9. Münze der Serie UNESCO-Welterbe                            | [ 47 ] [ 48 ]      | 0.333.700 |
| 16  |      | 2. Februar 2018           | 50. Geburtstag von König Felipe VI.                                                                            | [ 50 ] [ 51 ]      | 0.431.500 |
| 17  |      | 1. Februar 2019           | Ávilas Altstadt und Kirchen außerhalb der Stadtmauer 10. Münze der Serie UNESCO-Welterbe                       | [ 53 ] [ 54 ]      | 0.500.000 |
| 18  |      | 31. Januar 2020           | Architektur der Mudéjares in Aragon 11. Münze der Serie UNESCO-Welterbe                                        | [ 56 ] [ 57 ]      | 4.024.500 |
| 19  |      | 10. März 2021             | Historische Altstadt von Toledo 12. Münze der Serie UNESCO-Welterbe                                            | [ 59 ] [ 60 ]      | 4.019.500 |
| 20  |      | 23. März 2022             | Nationalpark Garajonay auf La Gomera 13. Münze der Serie UNESCO-Welterbe                                       | [ 62 ] [ 63 ]      | 1.019.300 |
| 21  |      | 23. März 2022             | 500 Jahre Vollendung der ersten Weltumsegelung                                                                 | [ 65 ] [ 66 ]      | 1.019.000 |
| 22  |      | 1. Juli 2022              | 35 Jahre Erasmus-Programm Euro-19-Gemeinschaftsausgabe                                                         | [ 68 ] [ 69 ]      | 1.018.500 |
| 23  |      | 28. März 2023             | Altstadt von Cáceres 14. Münze der Serie UNESCO-Welterbe                                                       | [ 71 ] [ 72 ]      | 1.500.000 |
| 24  |      | 1. Juli 2023              | Spanischer Vorsitz im Rat der Europäischen Union                                                               | [ 74 ] [ 75 ]      | 1.506.500 |
| 25  |      | 2. Februar 2024           | Kathedrale, Alcázar und Indienarchiv in Sevilla 15. Münze der Serie UNESCO-Welterbe                            | [ 77 ] [ 78 ]      | 1.507.000 |
| 26  |      | 2. Februar 2024           | Nationales Polizeikorps                                                                                        | [ 80 ] [ 81 ]      | 1.509.500 |
| 27  |      | 2025                      | Altstadt von Salamanca 16. Münze der Serie UNESCO-Welterbe                                                     |                    |           |
| 28  |      | 2026                      | Kloster Poblet 17. Münze der Serie UNESCO-Welterbe                                                             |                    |           |

### Welterbeserie
Spanien startete 2010 eine 2-Euro-Gedenkmünzserie über spanische Welterbestätten. Insgesamt sind derzeit 49 Orte oder Objekte in Spanien Weltkultur- und/oder Weltnaturerbe (Stand: Ende 2021). Die Reihenfolge der ausgegebenen Motive richtet sich gemäß dem Dokument EHA/3423/2009 des spanischen Ministerio de Economía y Hacienda nach dem Jahr ihrer Aufnahme in die Welterbeliste und, wenn diese Jahreszahl mehrfach vorkommt, nach der Registriernummer der jeweiligen Erhebung, wie sie in der deutschsprachigen Wikipedia aufgelistet wird. Die Nennungs-Reihenfolge in der offiziellen UNESCO-Liste oder in der spanischsprachigen Wikipedia folgt diesem Ordnungssystem nicht.
| Nr. | Jahr | Motiv                                                               | UNESCO-Welterbe                                                      | Erhebung    |
| --- | ---- | ------------------------------------------------------------------- | -------------------------------------------------------------------- | ----------- |
| 1   | 2010 | Innenraum der Mezquita de Córdoba                                   | Historisches Zentrum von Córdoba                                     | 1984        |
| 2   | 2011 | Löwenhof der Alhambra                                               | Alhambra, Generalife und Albaicín in Granada                         | 1984        |
| 3   | 2012 | obere Westfassade und Vierungsturm der Kathedrale von Burgos        | Kathedrale von Burgos                                                | 1984        |
| 4   | 2013 | Südansicht der Klosterresidenz San Lorenzo de El Escorial           | Königlicher Sitz Sankt Laurentius von El Escorial                    | 1984        |
| 5   | 2014 | Park Güell in Barcelona: Salamanderbrunnen und Pförtnerhaus         | Werke von Antonio Gaudí                                              | 1984 / 2005 |
| 6   | 2015 | Wisent, Malerei aus der Höhle von Altamira                          | Höhle von Altamira / Paläolithische Höhlenmalerei im Norden Spaniens | 1985 / 2008 |
| 7   | 2016 | Aquädukt von Segovia                                                | Altstadt und Aquädukt von Segovia                                    | 1985        |
| 8   | 2017 | Santa María del Naranco                                             | Monumente von Oviedo und des Fürstentums Asturien                    | 1985        |
| 9   | 2018 | Detail der Westfassade der Kathedrale von Santiago de Compostela    | Altstadt von Santiago de Compostela                                  | 1985        |
| 10  | 2019 | Drei Wehrtürme der Stadtmauer Ávilas                                | Altstadt von Ávila und Kirchen außerhalb der Stadtmauer              | 1985        |
| 11  | 2020 | Turm von El Salvador in Teruel                                      | Architektur der Mudéjares in Aragon                                  | 1986        |
| 12  | 2021 | Wand über dem Toraschrein der Synagoge El Tránsito / Puerta del Sol | Historische Innenstadt von Toledo                                    | 1986        |
| 13  | 2022 | Roque de Agando mit Lorbeerwald                                     | Nationalpark Garajonay auf La Gomera                                 | 1986        |
| 14  | 2023 | Plaza Mayor                                                         | Altstadt von Cáceres                                                 | 1986        |
| 15  | 2024 | Hof der Jungfrauen, Alcázar in Sevilla                              | Kathedrale, Alcázar und Indienarchiv in Sevilla                      | 1987        |
| 16  | 2025 | Unbekannt                                                           | Altstadt von Salamanca                                               | 1988        |
| 17  | 2026 | Unbekannt                                                           | Kloster Poblet                                                       | 1991        |

## Sammlermünzen
Es folgt eine Auflistung aller Sammlermünzen aus Spanien bis 2021.

### 15 Eurocent
| Thema                                                                      | Ausgabejahr  | Auflage |
| -------------------------------------------------------------------------- | ------------ | ------- |
| Material: 99,99 % Gold – Durchmesser: 16,25 mm – Masse: 3,11 g (1⁄10 Unze) |              |         |
| Iberischer Luchs                                                           | 6. Juni 2022 | 50.000  |

### 1,50 Euro
| Thema der 1,50-Euro-Münze                                                                 | Ausgabejahr      | Auflage |
| ----------------------------------------------------------------------------------------- | ---------------- | ------- |
| Material: Kupfer-Nickel – Durchmesser: 33 mm – Masse: 15 g                                |                  |         |
| Reihe: „Geschichte der Seefahrt“                                                          |                  |         |
| Phönizisches Schlachtschiff                                                               | 2018             | 10.000  |
| Skandinavischer Drakkar                                                                   | 2018             | 10.000  |
| Spanisches Frachtschiff                                                                   | 2018             | 10.000  |
| Schulschiff Juan Sebastián de Elcano                                                      | 2018             | 10.000  |
| Flottentanker Patino                                                                      | 2019             | 10.000  |
| Griechisches Kriegsschiff Trireme                                                         | 2019             | 10.000  |
| Chinesischer Champatian                                                                   | 2019             | 10.000  |
| Panzerkreuzer Carlos V                                                                    | 2019             | 10.000  |
| LHD Juan Carlos I                                                                         | 2019             | 10.000  |
| Spanische Galeere aus dem 17. Jahrhundert                                                 | 2019             | 10.000  |
| Segelschiff aus dem 14. Jahrhundert                                                       | 2019             | 10.000  |
| Karavelle                                                                                 | 2019             | 10.000  |
| Nao Victoria                                                                              | 2019             | 10.000  |
| Gepanzerte Fregatte Numancia                                                              | 2019             | 10.000  |
| Spanische Galeone aus dem 17. Jahrhundert                                                 | 2019             | 10.000  |
| Römische Bireme                                                                           | 2019             | 10.000  |
| Spanischer Schoner                                                                        | 2019             | 10.000  |
| U-Boot Galerna                                                                            | 2019             | 10.000  |
| Polar-Forschungsschiff Hesperides                                                         | 2019             | 10.000  |
| Spanische Schebecke aus dem 18. Jahrhundert                                               | 2019             | 10.000  |
| Reihe: „Geschichte der Luftfahrt“                                                         |                  |         |
| CASA C-212 Aviocar                                                                        | 2020             | 07.500  |
| Airbus A400M                                                                              | 2020             | 07.500  |
| Boeing 747                                                                                | 2020             | 07.500  |
| Wright Flyer                                                                              | 2020             | 07.500  |
| Bücker Bü 131                                                                             | 2020             | 07.500  |
| Hispano HA-200 Saeta                                                                      | 2020             | 07.500  |
| CASA C-101 Aviojet                                                                        | 2020             | 07.500  |
| Lockheed C-130 Hercules                                                                   | 2020             | 07.500  |
| Eurocopter AS332 Super Puma                                                               | 2020             | 07.500  |
| Eurofighter EF-2000 Typhoon                                                               | 2020             | 07.500  |
| Bell X-1                                                                                  | 2020             | 07.500  |
| McDonnell Douglas F-4 Phantom                                                             | 2020             | 07.500  |
| Northrop F-5                                                                              | 2020             | 07.500  |
| Graf Zeppelin                                                                             | 2020             | 07.500  |
| McDonnell Douglas F/A-18 Hornet                                                           | 2020             | 07.500  |
| Concorde                                                                                  | 2020             | 07.500  |
| Dornier Do 16 Wal „Plus Ultra“                                                            | 2020             | 07.500  |
| Canadair CL-215                                                                           | 2020             | 07.500  |
| North American F-86 F Sabre                                                               | 2020             | 07.500  |
| Lockheed P-3 Orion                                                                        | 2020             | 07.500  |
| Reihe: „Geschichte der Eisenbahn“                                                         |                  |         |
| Autorail Bugatti 2 – WR                                                                   | 2021             | 07.000  |
| Crampton 80 – Le Continent                                                                | 2021             | 07.000  |
| La Madrileña                                                                              | 2021             | 07.000  |
| Siemens & Halske                                                                          | 2021             | 07.000  |
| Talgo II                                                                                  | 2021             | 07.000  |
| Best Friend of Charleston                                                                 | 2021             | 07.000  |
| El Orient-Express                                                                         | 2021             | 07.000  |
| Le Belge                                                                                  | 2021             | 07.000  |
| Locomotora 1615                                                                           | 2021             | 07.000  |
| Pendolino ETR 450                                                                         | 2021             | 07.000  |
| Renfe – AVE                                                                               | 2021             | 07.000  |
| Renfe – Cercanías                                                                         | 2021             | 07.000  |
| TEE – Trans-Europ-Express                                                                 | 2021             | 07.000  |
| TGV – Train Grande Vitesse                                                                | 2021             | 07.000  |
| Tōkaidō-Shinkansen                                                                        | 2021             | 07.000  |
| Adler                                                                                     | 28. Mai 2022     | 07.000  |
| Fliegender Hamburger                                                                      | 28. Mai 2022     | 07.000  |
| Mallard Nº4468                                                                            | 28. Mai 2022     | 07.000  |
| The Rocket                                                                                | 28. Mai 2022     | 07.000  |
| Transsibirische Eisenbahn                                                                 | 28. Mai 2022     | 07.000  |
| Reihe: „Gefährdete Tierarten“                                                             |                  |         |
| Eurasischer Braunbär                                                                      | 5. Dezember 2022 | 05.000  |
| Blauer Leguan                                                                             | 5. Dezember 2022 | 05.000  |
| Irawadidelfin                                                                             | 5. Dezember 2022 | 05.000  |
| La-Gomera-Rieseneidechse                                                                  | 5. Dezember 2022 | 05.000  |
| Mittelmeer-Mönchsrobbe                                                                    | 5. Dezember 2022 | 05.000  |
| Europäischer Nerz                                                                         | 5. Dezember 2022 | 05.000  |
| Java-Nashorn                                                                              | 5. Dezember 2022 | 05.000  |
| Okapi                                                                                     | 5. Dezember 2022 | 05.000  |
| Iberischer Luchs                                                                          | 5. Dezember 2022 | 05.000  |
| Afrikanischer Elefant                                                                     | 5. Dezember 2022 | 05.000  |
| Affenadler                                                                                | 5. Dezember 2022 | 05.000  |
| Katta                                                                                     | 5. Dezember 2022 | 05.000  |
| Gorilla                                                                                   | 5. Dezember 2022 | 05.000  |
| Bengal-Tiger                                                                              | 5. Dezember 2022 | 05.000  |
| Orang-Utan                                                                                | 5. Dezember 2022 | 05.000  |
| Riesenotter                                                                               | 5. Dezember 2022 | 05.000  |
| Reihe: „Schlösser der Welt“                                                               |                  |         |
| Alcázar von Segovia (Spanien)                                                             | 9. Oktober 2023  | 05.000  |
| Alhambra in Granada (Spanien)                                                             | 9. Oktober 2023  | 05.000  |
| Castell de Bellver auf Mallorca (Spanien)                                                 | 9. Oktober 2023  | 05.000  |
| Schloss Bran (Rumänien)                                                                   | 9. Oktober 2023  | 05.000  |
| Castillo de Butrón (Spanien)                                                              | 9. Oktober 2023  | 05.000  |
| Schloss Chenonceau (Frankreich)                                                           | 9. Oktober 2023  | 05.000  |
| Burg Coca in der Provinz Segovia (Spanien)                                                | 9. Oktober 2023  | 05.000  |
| Burg Gravensteen in Gent (Belgien)                                                        | 9. Oktober 2023  | 05.000  |
| Burg Guadamur bei Toledo (Spanien)                                                        | 9. Oktober 2023  | 05.000  |
| Burg Himeji (Japan)                                                                       | 9. Oktober 2023  | 05.000  |
| Burg Manzanares el Real bei Madrid (Spanien)                                              | 9. Oktober 2023  | 05.000  |
| Schloss Neuschwanstein in Bayern (Deutschland)                                            | 9. Oktober 2023  | 05.000  |
| Castell de Peralada in der Provinz Girona (Spanien)                                       | 9. Oktober 2023  | 05.000  |
| Burg von San Marcos in Cádiz (Spanien)                                                    | 9. Oktober 2023  | 05.000  |
| Castillo de La Mota in der Provinz Valladolid (Spanien)                                   | 9. Oktober 2023  | 05.000  |
| Palacio Real de Olite in der Provinz Navarra (Spanien)                                    | 9. Oktober 2023  | 05.000  |
| Material: 99,99 % Gold – Durchmesser: 37,2 mm – Masse: 31,1035 g (1 Unze) – Bullionmünzen |                  |         |
| Iberischer Luchs                                                                          | 2021             | 12.000  |
| Stier                                                                                     | September 2022   | 15.000  |
| Kartäuser-Pferd                                                                           | Juli 2023        | 12.000  |
| Spanischer Kaiseradler                                                                    | 19. Juli 2024    | 12.000  |
| Braunbär                                                                                  | 27. Juni 2025    | 10.000  |

### 5 Euro
| Thema der 5-Euro-Münze                                                     | Ausgabejahr        | Auflage |
| -------------------------------------------------------------------------- | ------------------ | ------- |

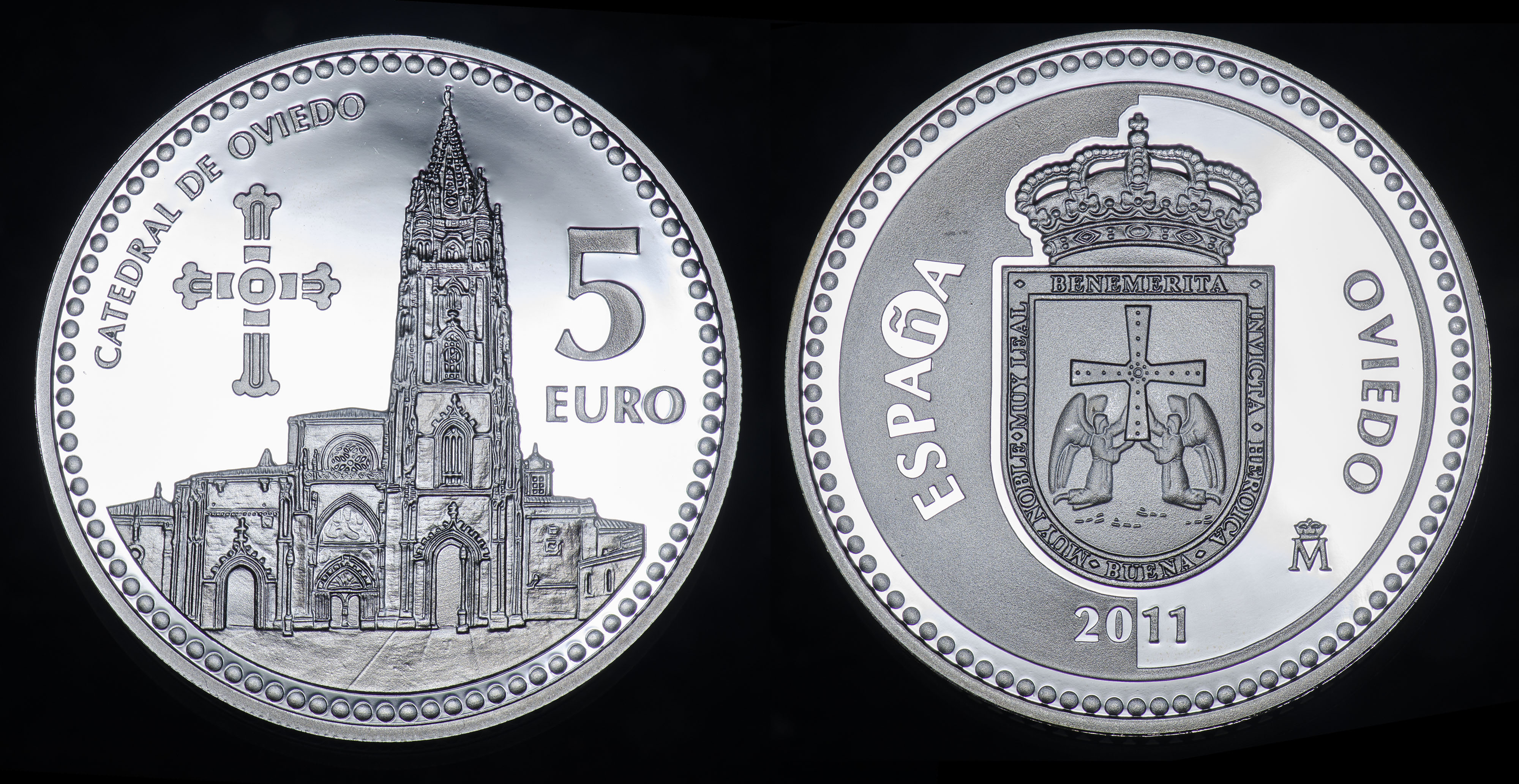
Beide Seiten der silbernen 5-Euro-Münze Oviedo aus dem Jahr 2011

| Material: 92,5 % Silber, 7,5 % Kupfer – Durchmesser: 33 mm – Masse: 13,5 g |                    |         |
| Reihe: „Hauptstädte der spanischen Provinzen“                              |                    |         |
| Albacete                                                                   | 2010               | 15.000  |
| Alicante                                                                   | 2010               | 20.000  |
| Almería                                                                    | 2010               | 15.000  |
| Ávila                                                                      | 2010               | 15.000  |
| Barcelona                                                                  | 2010               | 25.000  |
| Ceuta                                                                      | 2010               | 15.000  |
| Huesca                                                                     | 2010               | 15.000  |
| Las Palmas de Gran Canaria                                                 | 2010               | 20.000  |
| Madrid                                                                     | 2010               | 25.000  |
| Melilla                                                                    | 2010               | 15.000  |
| Pamplona                                                                   | 2010               | 15.000  |
| Santander                                                                  | 2010               | 15.000  |
| Badajoz                                                                    | 2011               | 15.000  |
| Bilbao                                                                     | 2011               | 20.000  |
| Cádiz                                                                      | 2011               | 20.000  |
| A Coruña                                                                   | 2011               | 20.000  |
| Logroño                                                                    | 2011               | 15.000  |
| Murcia                                                                     | 2011               | 20.000  |
| Oviedo                                                                     | 2011               | 20.000  |
| Palma de Mallorca                                                          | 2011               | 20.000  |
| Santa Cruz de Tenerife                                                     | 2011               | 20.000  |
| Teruel                                                                     | 2011               | 15.000  |
| Donostia-San Sebastián                                                     | 2011               | 15.000  |
| Saragossa                                                                  | 2011               | 15.000  |
| Córdoba                                                                    | 2011               | 15.000  |
| Girona                                                                     | 2011               | 15.000  |
| León                                                                       | 2011               | 15.000  |
| Lugo                                                                       | 2011               | 15.000  |
| Burgos                                                                     | 2011               | 15.000  |
| Cáceres                                                                    | 2011               | 15.000  |
| Castellón de la Plana                                                      | 2011               | 15.000  |
| Ciudad Real                                                                | 2011               | 15.000  |
| Cuenca                                                                     | 2012               | 15.000  |
| Granada                                                                    | 2012               | 15.000  |
| Guadalajara                                                                | 2012               | 15.000  |
| Huelva                                                                     | 2012               | 15.000  |
| Jaén                                                                       | 2012               | 15.000  |
| Lleida                                                                     | 2012               | 15.000  |
| Málaga                                                                     | 2012               | 20.000  |
| Ourense                                                                    | 2012               | 15.000  |
| Palencia                                                                   | 2012               | 15.000  |
| Pontevedra                                                                 | 2012               | 15.000  |
| Salamanca                                                                  | 2012               | 15.000  |
| Segovia                                                                    | 2012               | 15.000  |
| Sevilla                                                                    | 2012               | 20.000  |
| Soria                                                                      | 2012               | 15.000  |
| Tarragona                                                                  | 2012               | 15.000  |
| Toledo                                                                     | 2012               | 15.000  |
| Valencia                                                                   | 2012               | 20.000  |
| Valladolid                                                                 | 2012               | 15.000  |
| Vitoria-Gasteiz                                                            | 2012               | 15.000  |
| Zamora                                                                     | 2012               | 15.000  |
| Reihe: „Nationales Erbe“                                                   |                    |         |
| Königspalast von La Almudaina                                              | 2013               | 7.000   |
| Kloster Santa María la Real de Las Huelgas                                 | 2013               | 7.000   |
| Königspalast von La Granja de San Ildefonso                                | 2013               | 7.000   |
| Königliches Kloster La Encarnación                                         | 2013               | 7.000   |
| Kloster Las Descalzas Reales                                               | 2013               | 7.000   |
| Königlicher Sitz des hl. Laurentius von El Escorial                        | 2013               | 7.000   |
| Königspalast von Madrid                                                    | 2014               | 7.000   |
| Königlicher Palast El Pardo                                                | 2014               | 7.000   |
| Königlicher Palast von Aranjuez                                            | 2014               | 7.000   |
| Königspalast von Riofrío                                                   | 2014               | 7.000   |
| Kloster von Yuste                                                          | 2014               | 7.000   |
| Königliches Kloster Santa Clara de Tordesillas                             | 2014               | 7.000   |
| Reihe: „Die spanische Stadt, Erbe der Menschheit“                          |                    |         |
| Alcalá de Henares                                                          | 2014               | 7.000   |
| Ávila                                                                      | 2014               | 7.000   |
| Baeza                                                                      | 2014               | 7.000   |
| Cáceres                                                                    | 2014               | 7.000   |
| Córdoba                                                                    | 2014               | 7.000   |
| Cuenca                                                                     | 2015               | 7.000   |
| Ibiza                                                                      | 2015               | 7.000   |
| Mérida                                                                     | 2015               | 7.000   |
| Salamanca                                                                  | 2015               | 7.000   |
| San Cristóbal de La Laguna                                                 | 2015               | 7.000   |
| Santiago de Compostela                                                     | 2015               | 7.000   |
| Segovia                                                                    | 2015               | 7.000   |
| Tarragona                                                                  | 2015               | 7.000   |
| Toledo                                                                     | 2015               | 7.000   |
| Úbeda                                                                      | 2015               | 7.000   |
| Reihe: „Iberoamerikanische Serie“                                          |                    |         |
| Kulturelle Wurzeln – Krieger von Mogente                                   | 2015               | 10.000  |
| Naturwunder – Strand der Kathedralen                                       | 2017               | 10.000  |
| Historische Eisenbahnen – Lokomotive Barcelona-Mataró                      | 2020               | 7.000   |
| Hauptstädte – Sevilla (Farbmünze)                                          | 16. September 2024 | 7.000   |
| Material: 92,5 % Silber, 7,5 % Kupfer – Durchmesser: 39,5 mm – Masse: 13 g |                    |         |
| 75. Geburtstag von Juan Carlos I.                                          | 2013               | 7.000   |

### 10 Euro
| Reihe                                                                                                 | Thema der 10-Euro-Münze | Ausgabejahr        | Auflage |
| --- | --- | ------------------ | ------- |

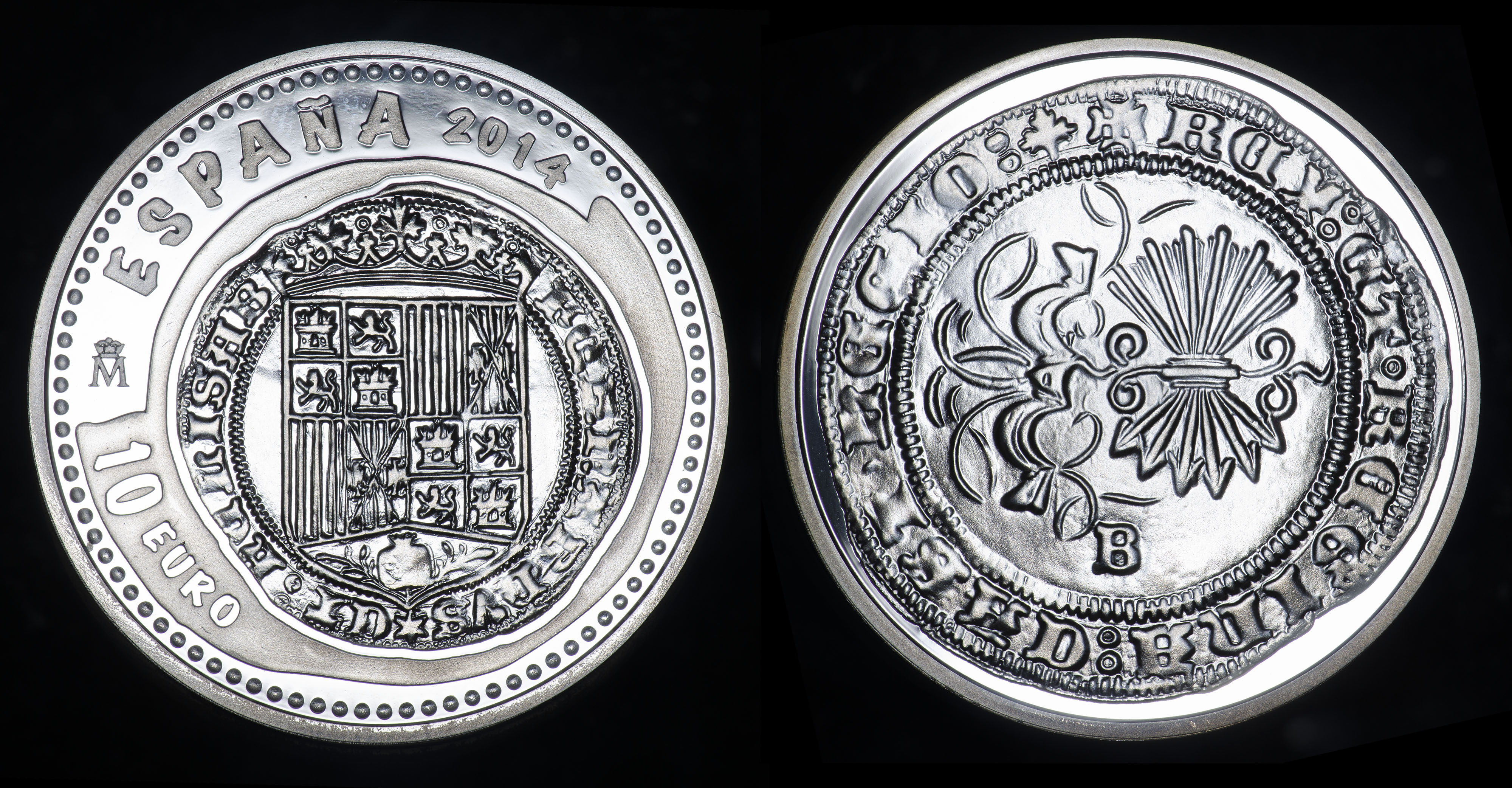
Beide Seiten der silbernen 10-Euro-Münze Numismatische Juwelen – Real der Katholischen Könige aus dem Jahr 2014

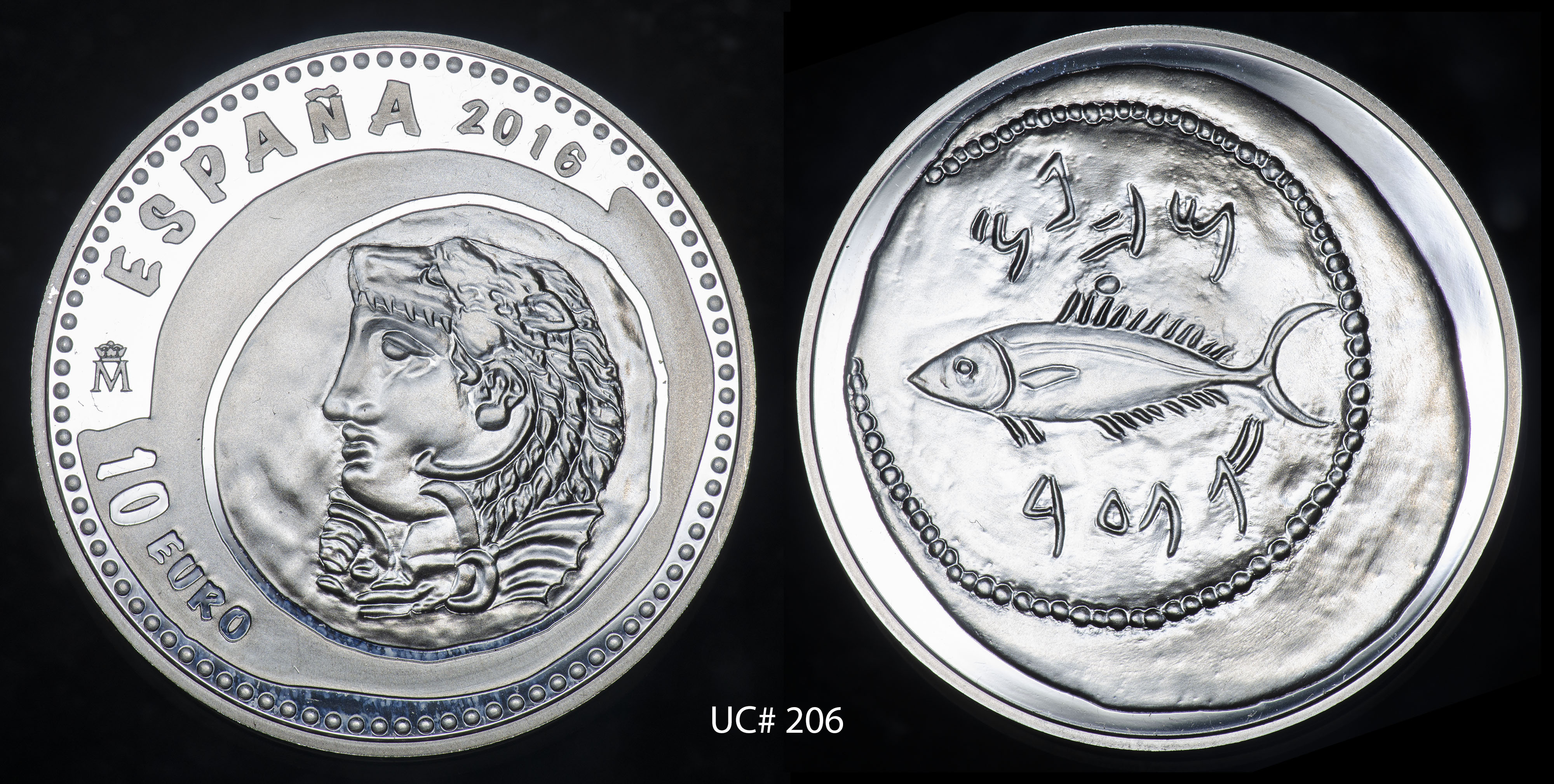
Beide Seiten der silbernen 10-Euro-Münze Numismatische Juwelen – Gadir Drachme aus dem Jahr 2016

| Material: 92,5 % Silber, 7,5 % Kupfer – Durchmesser: 40 mm – Masse: 27 g                              | |                    |         |
| Olympische Winterspiele 2002 in Salt Lake City                                                        | Olympische Winterspiele 2002 in Salt Lake City                                                                                     | Februar 2002       | 30.000  |
| Spanische EU-Ratspräsidentschaft 2002                                                                 | Spanische EU-Ratspräsidentschaft 2002                                                                                              | 13. Mai 2002       | 30.000  |
| Fußball-Weltmeisterschaft 2002                                                                        | Stürmer (Ball) | 10. Juni 2002      | 25.000  |
| Fußball-Weltmeisterschaft 2002                                                                        | Torwart (Handschuh) | 10. Juni 2002      | 25.000  |
| Antoni Gaudí                                                                                          | Casa Milà | Juli 2002          | 25.000  |
| Antoni Gaudí                                                                                          | El Capricho | Juli 2002          | 25.000  |
| Antoni Gaudí                                                                                          | Parc Güell | Juli 2002          | 25.000  |
| 200 Jahre Menorca bei Spanien                                                                         | 200 Jahre Menorca bei Spanien | September 2002     | 30.000  |
| 100. Geburtstag von Luis Cernuda                                                                      | 100. Geburtstag von Luis Cernuda                                                                                                   | Dezember 2002      | 30.000  |
| 100. Geburtstag von Rafael Alberti                                                                    | 100. Geburtstag von Rafael Alberti                                                                                                 | Dezember 2002      | 25.000  |
| Iberoamerika                                                                                          | Schifffahrt | Januar 2003        | 12.000  |
| Europäische Währungsunion – Die Entführung von Europa                                                 | Europäische Währungsunion – Die Entführung von Europa                                                                              | Februar 2003       | 50.000  |
| Schwimmweltmeisterschaften 2003                                                                       | Schwimmweltmeisterschaften 2003 | Mai 2003           | 30.000  |
| 75 Jahre Segelschulschiff Juan Sebastián de Elcano                                                    | 75 Jahre Segelschulschiff Juan Sebastián de Elcano                                                                                 | Mai 2003           | 50.000  |
| Fußball-Weltmeisterschaft 2006                                                                        | Torwart | November 2003      | 50.000  |
| 25 Jahre Verfassung                                                                                   | 25 Jahre Verfassung | Dezember 2003      | 30.000  |
| EU-Erweiterung                                                                                        | EU-Erweiterung | März 2004          | 50.000  |
| Hochzeit von Kronprinz Felipe und Letizia                                                             | Hochzeit von Kronprinz Felipe und Letizia                                                                                          | April 2004         | 100.000 |
| Salvador Dalí                                                                                         | Leda Atomica | Mai 2004           | 25.000  |
| Salvador Dalí                                                                                         | Der große Masturbator | Mai 2004           | 25.000  |
| Salvador Dalí                                                                                         | Weiches Selbstporträt mit gebratenem Speck                                                                                         | Mai 2004           | 25.000  |
| Olympische Sommerspiele 2004 in Athen – Hürdenlauf                                                    | Olympische Sommerspiele 2004 in Athen – Hürdenlauf                                                                                 | Juli 2004          | 30.000  |
| Heiliges Jakobsjahr                                                                                   | Heiliges Jakobsjahr | Juli 2004          | 20.000  |
| 500. Todestag Königin Isabella I.                                                                     | 500. Todestag Königin Isabella I.                                                                                                  | November 2004      | 20.000  |
| Fußball-Weltmeisterschaft 2006                                                                        | Ball | Dezember 2004      | 50.000  |
| Don Quijote                                                                                           | Kampf gegen Windmühlen | April 2005         | 18.000  |
| Don Quijote                                                                                           | Kampf gegen Rotweinschläuche | April 2005         | 18.000  |
| Don Quijote                                                                                           | Ritt auf dem Holzpferd | April 2005         | 18.000  |
| Olympische Winterspiele 2006                                                                          | Skiläufer | April 2005         | 25.000  |
| 60 Jahre Frieden und Freiheit in Europa                                                               | 60 Jahre Frieden und Freiheit in Europa                                                                                            | April 2005         | 40.000  |
| Iberoamerika                                                                                          | Allgemeines Archiv Indiens | Oktober 2005       | 12.000  |
| 25 Jahre Stiftung Fürst von Asturien                                                                  | 25 Jahre Stiftung Fürst von Asturien                                                                                               | Oktober 2005       | 20.000  |
| 20. Jahrestag des Beitritts zur Europäischen Gemeinschaft durch Spanien und Portugal                  | 20. Jahrestag des Beitritts zur Europäischen Gemeinschaft durch Spanien und Portugal                                               | 26. Januar 2006    | 12.000  |
| Kaiser Karl V.                                                                                        | Kaiser Karl V. | März 2006          | 35.000  |
| 500. Todestag Christoph Kolumbus                                                                      | Santa Maria | Mai 2006           | 12.000  |
| 500. Todestag Christoph Kolumbus                                                                      | Pinta | Mai 2006           | 12.000  |
| 500. Todestag Christoph Kolumbus                                                                      | Niña | Mai 2006           | 12.000  |
| Basketball-Weltmeisterschaft 2006 in Japan                                                            | Basketball-Weltmeisterschaft 2006 in Japan                                                                                         | Dezember 2006      | 15.000  |
| 50 Jahre Römische Verträge                                                                            | 50 Jahre Römische Verträge | März 2007          | 30.000  |
| Europäische Währungsunion                                                                             | Brücke | März 2007          | 12.000  |
| Europäische Währungsunion                                                                             | Fenster | März 2007          | 12.000  |
| Europäische Währungsunion                                                                             | Torbogen | März 2007          | 12.000  |
| Cantar de Mio Cid                                                                                     | Cantar de Mio Cid | Juli 2007          | 12.000  |
| Spanisches Jahr in China                                                                              | Spanisches Jahr in China | 2. Juli 2007       | 20.000  |
| Iberoamerika                                                                                          | Olympischer Sport | 21. Juli 2007      | 12.000  |
| Basketball-Europameisterschaft 2007 in Spanien                                                        | Basketball-Europameisterschaft 2007 in Spanien                                                                                     | September 2007     | 12.000  |
| Internationales Polarjahr                                                                             | Internationales Polarjahr | 6. November 2007   | 12.000  |
| Weltausstellung EXPO 2008                                                                             | Pavillon | 19. Dezember 2007  | 25.000  |
| Weltausstellung EXPO 2008                                                                             | Wasserturm | 19. Dezember 2007  | 25.000  |
| Alfons X. von Kastilien                                                                               | Alfons X. von Kastilien | 28. April 2008     | 20.000  |
| 200 Jahre Unabhängigkeitskrieg                                                                        | Francisco Javier Castaños – Schlacht von Bailén                                                                                    | 19. Mai 2008       | 12.000  |
| 200 Jahre Unabhängigkeitskrieg                                                                        | Manuela Malasanes | 19. Mai 2008       | 12.000  |
| 200 Jahre Unabhängigkeitskrieg                                                                        | Trommler von El Bruc | 19. Mai 2008       | 12.000  |
| Fußball-Europameisterschaft 2008                                                                      | Fußball-Europameisterschaft 2008                                                                                                   | 27. Oktober 2008   | 20.000  |
| Diego Rodríguez de Silva y Velázquez                                                                  | Maria Anna von Habsburg | 10. Dezember 2008  | 12.000  |
| FIFA Fußball-Weltmeisterschaft 2010 in Südafrika                                                      | Torwart | Februar 2009       | 12.000  |
| 20. Todestag von Salvador Dalí                                                                        | Retrospektive Büste einer Frau | 2009               | 10.000  |
| 20. Todestag von Salvador Dalí                                                                        | Début automatique d'un Portrait de Gala                                                                                            | 2009               | 10.000  |
| 20. Todestag von Salvador Dalí                                                                        | Porträt von Picasso, 1947 | 2009               | 10.000  |
| Philipp II. von Habsburg                                                                              | Philipp II. von Habsburg | 2009               | 18.000  |
| Spanische EU-Ratspräsidentschaft 2010                                                                 | Spanische EU-Ratspräsidentschaft 2010                                                                                              | 2010               | 10.000  |
| Antoni Gaudí – Sagrada Família                                                                        | Antoni Gaudí – Sagrada Família | 2010               | 12.000  |
| Heiliges Jakobsjahr 2010                                                                              | Heiliges Jakobsjahr 2010 | 2010               | 10.000  |
| Expo Shanghai                                                                                         | Expo Shanghai | 2010               | 10.000  |
| Francisco de Goya                                                                                     | Die bekleidete Maya | 2010               | 10.000  |
| Francisco de Goya                                                                                     | Die Weinlese | 2010               | 10.000  |
| Francisco de Goya                                                                                     | Duell mit Knüppeln | 2010               | 10.000  |
| FIFA Fußball-Weltmeisterschaft 2010 in Südafrika                                                      | FIFA Fußball-Weltmeisterschaft 2010 in Südafrika                                                                                   | 2010               | 20.000  |
| Iberoamerikanische Serie                                                                              | Historische Münzen | 2010               | 12.000  |
| Historische Münzen                                                                                    | 1½ Schekel | März 2011          | 10.000  |
| Francisco de Orellana                                                                                 | Francisco de Orellana | 2011               | 12.000  |
| Jahr der Chemie                                                                                       | Marie Curie | 2011               | 10.000  |
| Spanische Maler                                                                                       | Francisco de Zurbarán – Porträt und Herkules vernichtet den Löwen von Nemea                                                        | 2011               | 10.000  |
| Spanische Maler                                                                                       | Bartolomé Esteban Murillo – Der gute Hirte                                                                                         | 2011               | 10.000  |
| Spanische Maler                                                                                       | Jusepe de Ribera – Porträt und Jakobs Traum                                                                                        | 2011               | 10.000  |
| 25. Jahrestag des Beitritts Spaniens und Portugals zur Europäischen Gemeinschaft                      | 25. Jahrestag des Beitritts Spaniens und Portugals zur Europäischen Gemeinschaft                                                   | 2011               | 10.000  |
| Jahr des kulturellen Austausches zwischen Russland und Spanien                                        | Jahr des kulturellen Austausches zwischen Russland und Spanien                                                                     | 2011               | 7.500   |
| Juan Gris – La table du musicien                                                                      | Juan Gris – La table du musicien                                                                                                   | 2012               | 10.000  |
| 200 Jahre Verfassung von Cádiz                                                                        | 200 Jahre Verfassung von Cádiz | 2012               | 10.000  |
| FIFA Fußball-Weltmeisterschaft 2014 in Brasilien                                                      | FIFA Fußball-Weltmeisterschaft 2014 in Brasilien                                                                                   | 2012               | 15.000  |
| UEFA-Europameister 2012                                                                               | UEFA-Europameister 2012 | 2012               | 20.000  |
| 100 Jahre Spanisches Olympisches Komitee                                                              | 100 Jahre Spanisches Olympisches Komitee                                                                                           | 2012               | 10.000  |
| Joan Miró                                                                                             | Der Morgenstern | 2012               | 10.000  |
| Joan Miró                                                                                             | Charaktere und Vögel mit einem Hund                                                                                                | 2012               | 10.000  |
| Joan Miró                                                                                             | Frau, Vogel, Stern | 2012               | 10.000  |
| 300 Jahre Nationalbibliothek                                                                          | 300 Jahre Nationalbibliothek | 2012               | 10.000  |
| 10 Jahre Euro-Bargeld                                                                                 | 10 Jahre Euro-Bargeld | 2012               | 12.000  |
| Historische Münzen                                                                                    | Dinero von Alfons VIII. | 2012               | 10.000  |
| Iberoamerikanische Serie                                                                              | Iberoamerikanische Serie | 2012               | 12.000  |
| 400 Jahre Japan-Spanien-Beziehungen                                                                   | 400 Jahre Japan-Spanien-Beziehungen                                                                                                | 2013               | 30.000  |
| Miguel de Cervantes                                                                                   | Miguel de Cervantes | 2013               | 10.000  |
| 75. Geburtstag von Juan Carlos I.                                                                     | 75. Geburtstag von Juan Carlos I.                                                                                                  | 2013               | 10.000  |
| 125 Jahre U-Boot Isaac Peral                                                                          | 125 Jahre U-Boot Isaac Peral | 2013               | 10.000  |
| 200 Jahre Australischer Holey Dollar und Dump                                                         | 200 Jahre Australischer Holey Dollar und Dump                                                                                      | 2013               | 10.000  |
| 500 Jahre Entdeckung des Pazifischen Ozeans durch Vasco Núñez de Balboa                               | 500 Jahre Entdeckung des Pazifischen Ozeans durch Vasco Núñez de Balboa                                                            | 2013               | 10.000  |
| FIFA-Fußball-Weltmeisterschaft 2014 in Brasilien                                                      | FIFA-Fußball-Weltmeisterschaft 2014 in Brasilien                                                                                   | 2013               | 10.000  |
| 1000 Jahre Emirat Granada                                                                             | 1000 Jahre Emirat Granada | 2013               | 10.000  |
| Schätze der spanischen Museen                                                                         | Tizian – Venus, ein Organist und ein kleiner Hund und Venus und Adonis                                                             | 2013               | 10.000  |
| Schätze der spanischen Museen                                                                         | Raffael – Der Kardinal und Hl. Familie mit einem Lamm                                                                              | 2013               | 10.000  |
| Schätze der spanischen Museen                                                                         | Vicente López Portaña – Der Maler Francisco José de Goya und Der Traum des Heiligen Josef                                          | 2013               | 10.000  |
| 300 Jahre Königlich Spanische Akademie                                                                | 300 Jahre Königlich Spanische Akademie                                                                                             | 2014               | 10.000  |
| Manuel de Falla                                                                                       | Manuel de Falla | 2014               | 7.500   |
| Historische Münzen                                                                                    | Real der Katholischen Könige | 2014               | 7.500   |
| FIFA-Fußball-Weltmeisterschaft 2014 in Brasilien                                                      | FIFA-Fußball-Weltmeisterschaft 2014 in Brasilien                                                                                   | 2014               | 8.000   |
| Schätze der spanischen Museen                                                                         | Peter Paul Rubens – Die drei Grazien und König Philipp II. von Spanien zu Pferde                                                   | 2014               | 7.500   |
| Schätze der spanischen Museen                                                                         | Anthonis van Dyck – Sir Endymion Porter und der Künstler und Die eherne Schlange                                                   | 2014               | 7.500   |
| Schätze der spanischen Museen                                                                         | El Greco – Entkleidung Christi und Die heilige Dreifaltigkeit                                                                      | 2014               | 7.500   |
| ISSF Weltmeisterschaft im Schießen 2014                                                               | ISSF Weltmeisterschaft im Schießen 2014                                                                                            | 2014               | 7.500   |
| 250 Jahre Königliche Artillerieschule                                                                 | 250 Jahre Königliche Artillerieschule                                                                                              | 2014               | 7.500   |
| 70 Jahre Frieden in Europa                                                                            | 70 Jahre Frieden in Europa | 2015               | 7.500   |
| 400 Jahre Don Quijote, Band II                                                                        | 400 Jahre Don Quijote, Band II | 2015               | 7.500   |
| 500. Geburtstag von Santa Teresa de Jesús                                                             | 500. Geburtstag von Santa Teresa de Jesús                                                                                          | 2015               | 7.500   |
| Schätze der spanischen Museen                                                                         | Peter Paul Rubens – Susanna und die beiden Alten und Der Hl. Augustinus zwischen Christus und der Jungfrau                         | 2015               | 7.500   |
| Schätze der spanischen Museen                                                                         | Federico de Madrazo y Kuntz – Isabella II., Königin von Spanien und El Gran Capitán recorriendo el campo de la Batalla de Ceriñola | 2015               | 7.500   |
| Schätze der spanischen Museen                                                                         | Jacopo Tintoretto – Der Raub der Helena und Moses gerettet aus den Gewässern                                                       | 2015               | 7.500   |
| Historische Münzen                                                                                    | 4 Reales von Philipp III., 1615 | 2015               | 7.500   |
| 300 Jahre Spanische Post                                                                              | 300 Jahre Spanische Post | 2016               | 7.500   |
| 400. Todestag von Miguel de Cervantes                                                                 | 400. Todestag von Miguel de Cervantes                                                                                              | 2016               | 7.500   |
| Historische Münzen                                                                                    | Gadir Drachme – Phönizier und Iberer                                                                                               | 2016               | 7.500   |
| 300. Geburtstag von Karl III.                                                                         | 300. Geburtstag von Karl III. | 2016               | 7.500   |
| Modernes Europa                                                                                       | Modernes Europa | 2016               | 7.500   |
| Spanische Olympiamannschaft 2016                                                                      | Spanische Olympiamannschaft 2016                                                                                                   | 2016               | 7.500   |
| 500. Todestag von Ferdinand II. von Aragon                                                            | 500. Todestag von Ferdinand II. von Aragon                                                                                         | 2016               | 7.500   |
| FIFA-Fußball-Weltmeisterschaft 2018 in Russland                                                       | FIFA-Fußball-Weltmeisterschaft 2018 in Russland                                                                                    | 2017               | 50.000  |
| Historische Münzen                                                                                    | 8 Reales von Karl IV. | 2017               | 7.500   |
| Internationales Jahr des nachhaltigen Tourismus für Entwicklung                                       | Internationales Jahr des nachhaltigen Tourismus für Entwicklung                                                                    | 2017               | 7.500   |
| 300 Jahre Royal Company of Marine Guards                                                              | 300 Jahre Royal Company of Marine Guards                                                                                           | 2017               | 7.500   |
| Schätze der spanischen Museen                                                                         | Flasche und Obstschale von Juan Gris – Tänzerinnen in Grün von Edgar Degas                                                         | 2017               | 7.500   |
| Schätze der spanischen Museen                                                                         | Porträt von David Lyon von Thomas Lawrence – Amazone von vorn von Édouard Manet                                                    | 2017               | 7.500   |
| Schätze der spanischen Museen                                                                         | Venus und Amor von Peter Paul Rubens – Die Jungfrau und das Kind mit der Heiligen Rose von Viterbo von Murillo                     | 2017               | 7.500   |
| Eisen- und Kristallzeit                                                                               | Eisen- und Kristallzeit | 2017               | 7.500   |
| FIFA-Fußball-Weltmeisterschaft 2018 in Russland                                                       | FIFA-Fußball-Weltmeisterschaft 2018 in Russland                                                                                    | 2018               | 20.000  |
| 800 Jahre Universität Salamanca                                                                       | 800 Jahre Universität Salamanca | 2018               | 6.000   |
| 40 Jahre Spanische Verfassung                                                                         | 40 Jahre Spanische Verfassung | 2018               | 5.000   |
| Barock und Rokoko                                                                                     | Barock und Rokoko | 2018               | 7.500   |
| 50. Geburtstag von König Felipe VI.                                                                   | Treueeid auf die Verfassung | 2018               | 6.000   |
| 50. Geburtstag von König Felipe VI.                                                                   | Felipe VI. bei den Olympischen Spielen 1992 in Barcelona                                                                           | 2018               | 6.000   |
| 50. Geburtstag von König Felipe VI.                                                                   | Die Hochzeit von Felipe und Letizia                                                                                                | 2018               | 6.000   |
| 50. Geburtstag von König Felipe VI.                                                                   | Felipe VI. und Prinzessin Leonor                                                                                                   | 2018               | 6.000   |
| 500 Jahre Magellans Reise um die Welt                                                                 | 500 Jahre Magellans Reise um die Welt                                                                                              | 2019               | 5.000   |
| 175 Jahre Guardia Civil                                                                               | 175 Jahre Guardia Civil | 2019               | 5.000   |
| Historische Münzen                                                                                    | 8 Reales von Philipp III. – Das Haus Habsburg                                                                                      | 2019               | 5.000   |
| 50 Jahre Mondlandung                                                                                  | 50 Jahre Mondlandung | 2019               | 10.000  |
| Renaissance                                                                                           | Renaissance | 2019               | 5.000   |
| UEFA-Fußball-Europameisterschaft 2021                                                                 | UEFA-Fußball-Europameisterschaft 2021                                                                                              | 2020               | 6.000   |
| 100 Jahre Spanische Legion                                                                            | 100 Jahre Spanische Legion | 2020               | 6.000   |
| Gotik                                                                                                 | Gotik | 2020               | 5.000   |
| 500 Jahre Magellans Reise um die Welt                                                                 | 500 Jahre Magellans Reise um die Welt                                                                                              | 2020               | 6.000   |
| 100. Todestag von Emilia Pardo Bazán                                                                  | 100. Todestag von Emilia Pardo Bazán                                                                                               | 2021               | 8.000   |
| 800 Jahre Kathedrale von Burgos                                                                       | 800 Jahre Kathedrale von Burgos | 2021               | 6.000   |
| 500 Jahre Magellans Reise um die Welt                                                                 | 500 Jahre Magellans Reise um die Welt                                                                                              | 2021               | 5.000   |
| Fußball-Weltmeisterschaft 2022 in Katar                                                               | Fußball-Weltmeisterschaft 2022 in Katar                                                                                            | 2021               | 15.000  |
| 450 Jahre Schlacht von Lepanto                                                                        | 450 Jahre Schlacht von Lepanto | 2021               | 6.000   |
| Salvador Dalí – Galatea der Sphären                                                                   | Salvador Dalí – Galatea der Sphären                                                                                                | 2021               | 6.000   |
| 50. Todestag von Clara Campoamor                                                                      | 50. Todestag von Clara Campoamor                                                                                                   | 28. Februar 2022   | 7.000   |
| 500. Todestag von Antonio de Nebrija                                                                  | 500. Todestag von Antonio de Nebrija                                                                                               | 9. Mai 2022        | 7.000   |
| 20 Jahre Eurowährung                                                                                  | 20 Jahre Eurowährung | 4. Juli 2022       | 7.000   |
| 500 Jahre Weltumseglung durch Elcano – Nao Victoria                                                   | 500 Jahre Weltumseglung durch Elcano – Nao Victoria                                                                                | 8. August 2022     | 6.000   |
| Forschungsjahr 2022 – Santiago Ramón y Cajal                                                          | Forschungsjahr 2022 – Santiago Ramón y Cajal                                                                                       | Oktober 2022       | 7.000   |
| 75. Todestag von María de Maeztu                                                                      | 75. Todestag von María de Maeztu                                                                                                   | 8. März 2023       | 7.000   |
| 250. Todestag von Jorge Juan                                                                          | 250. Todestag von Jorge Juan | 19. Dezember 2023  | 6.000   |
| Frauen-Fußball-Weltmeisterinnen 2023 (Farbmünze)                                                      | Frauen-Fußball-Weltmeisterinnen 2023 (Farbmünze)                                                                                   | 19. Dezember 2023  | 6.000   |
| Juwelen des Museums – 400 Jahre Centén                                                                | Juwelen des Museums – 400 Jahre Centén                                                                                             | 27. Dezember 2023  | 5.000   |
| 200 Jahre Nationalpolizei (Farbmünze)                                                                 | 200 Jahre Nationalpolizei (Farbmünze)                                                                                              | 15. Februar 2024   | 15.000  |
| Margarita Salas Falgueras (Farbmünze)                                                                 | Margarita Salas Falgueras (Farbmünze)                                                                                              | 8. März 2024       | 7.000   |
| Fußball-Europameisterschaft 2024 (Farbmünze)                                                          | Fußball-Europameisterschaft 2024 (Farbmünze)                                                                                       | 1. April 2024      | 6.000   |
| Spanische Olympiamannschaft (Farbmünze)                                                               | Spanische Olympiamannschaft (Farbmünze)                                                                                            | 10. Juli 2024      | 5.000   |
| Spanien ist UEFA-Fußball-Europameister (Farbmünze)                                                    | Spanien ist UEFA-Fußball-Europameister (Farbmünze)                                                                                 | 31. Juli 2024      | 15.000  |
| Zweihundertjahrfeier der Gründung der Staatskasse (Farbmünze, teilvergoldet)                          | Zweihundertjahrfeier der Gründung der Staatskasse (Farbmünze, teilvergoldet)                                                       | Juli 2024          | 6.000   |
| 100 Jahre Radio in Spanien                                                                            | 100 Jahre Radio in Spanien | 23. September 2024 | 5.000   |
| 10. Jahrestag der Proklamation Seiner Majestät König Felipe VI. (Farbmünze)                           | 10. Jahrestag der Proklamation Seiner Majestät König Felipe VI. (Farbmünze)                                                        | 25. November 2024  | 6.000   |
| Spanische Olympiamannschaft, Olympische Winterspiele 2026 in Cortina d’Ampezzo (Farbmünze)            | Spanische Olympiamannschaft, Olympische Winterspiele 2026 in Cortina d’Ampezzo (Farbmünze)                                         | 27. Januar 2025    | 6.000   |
| 125. Geburtstag von María Moliner (Farbmünze)                                                         | 125. Geburtstag von María Moliner (Farbmünze)                                                                                      | 8. März 2025       | 4.000   |
| FIFA-Fußball-Weltmeisterschaft 2026 (Farbmünze)                                                       | FIFA-Fußball-Weltmeisterschaft 2026 (Farbmünze)                                                                                    | 31. März 2025      | 6.000   |
| 150. Geburtstag von Antonio Machado (Farbmünze)                                                       | 150. Geburtstag von Antonio Machado (Farbmünze)                                                                                    | 23. Juni 2025      | 4.000   |
| Material: 92,5 % Silber, 7,5 % Kupfer – Durchmesser: 42 mm – Masse: 33 g                              | |                    |         |
| 500. Geburtstag Miguel López de Legazpi                                                               | 500. Geburtstag Miguel López de Legazpi                                                                                            | Februar 2003       | 25.000  |
| Material: 92,5 % Silber, 7,5 % Kupfer – Durchmesser: 33 mm – Masse: 27 g                              | |                    |         |
| Historische Münzen                                                                                    | griechische Drachme | 11. Dezember 2008  | 12.000  |
| Material: 92,5 % Silber, 7,5 % Kupfer – quadratisches Format: 36 × 36 mm – Masse: 31,1 g (Farbmünzen) | |                    |         |
| 200 Jahre Museo del Prado                                                                             | Die nackte Maja von Francisco de Goya                                                                                              | 2019               | 5.000   |
| 200 Jahre Museo del Prado                                                                             | Verkündigung von El Greco | 2019               | 5.000   |
| 200 Jahre Museo del Prado                                                                             | Reiterporträt von Prinz Balthasar Charles von Diego Velázquez                                                                      | 2019               | 5.000   |
| 425. Geburtstag von Diego Velázquez                                                                   | Die Spinnerinnen | 18. November 2024  | 5.000   |
| 425. Geburtstag von Diego Velázquez                                                                   | Die Schmiede des Vulkan | 18. November 2024  | 5.000   |
| 425. Geburtstag von Diego Velázquez                                                                   | Venus vor dem Spiegel | 18. November 2024  | 5.000   |
| Material: 99,9 % Silber – quadratisches Format: 36 × 36 mm – Masse: 31,41 g                           | |                    |         |
| 275. Geburtstag von Francisco de Goya                                                                 | Der Sonnenschirm | 2021               | 5.000   |
| 275. Geburtstag von Francisco de Goya                                                                 | Der ertrinkende Hund | 2021               | 5.000   |
| 275. Geburtstag von Francisco de Goya                                                                 | Der Drachen | 2021               | 5.000   |
| 100. Todestag von Joaquín Sorolla                                                                     | Das Bad des Pferdes und Nach dem Baden                                                                                             | 24. April 2023     | 7.000   |
| 50. Todestag von Pablo Picasso                                                                        | Corrida de Toros (siehe La Tauromaquia) (Farbmünze)                                                                                | Dezember 2023      | 10.000  |
| 50. Todestag von Pablo Picasso                                                                        | Arlequin (Leónide) (1917) (Farbmünze)                                                                                              | Dezember 2023      | 10.000  |
| 50. Todestag von Pablo Picasso                                                                        | Jacqueline sentada (Farbmünze) | Dezember 2023      | 10.000  |
| 50. Todestag von Pablo Picasso                                                                        | La Espera (Margot) (1901) (Farbmünze)                                                                                              | Dezember 2023      | 10.000  |
| 50. Todestag von Pablo Picasso                                                                        | Cabeza de mujer llorando con panuelo III (Farbmünze)                                                                               | Dezember 2023      | 10.000  |
| 50. Todestag von Pablo Picasso                                                                        | Mujer en azul (Farbmünze) | Dezember 2023      | 10.000  |

### 12 Euro
| Thema                                                                    | Ausgabejahr       | Auflage   |
| ------------------------------------------------------------------------ | ----------------- | --------- |
| Material: 92,5 % Silber, 7,5 % Kupfer – Durchmesser: 33 mm – Masse: 18 g |                   |           |
| Spanische EU-Ratspräsidentschaft 2002                                    | 16. April 2002    | 1.660.330 |
| 25 Jahre Verfassung                                                      | Dezember 2003     | 1.497.050 |
| Hochzeit von Kronprinz Felipe und Letizia                                | April 2004        | 2.533.355 |
| 500. Todestag Königin Isabella I.                                        | Dezember 2004     | 1.508.520 |
| Don Quijote                                                              | Mai 2005          | 1.910.900 |
| 500. Todestag von Christoph Kolumbus                                     | März 2006         | 1.399.600 |
| 50 Jahre Römische Verträge                                               | 27. März 2007     | 4.000.000 |
| Internationales Jahr des Planeten Erde                                   | 17. November 2008 | 2.000.000 |
| 10 Jahre Europäische Währungsunion                                       | März 2009         | 2.000.000 |
| Spanische EU-Ratspräsidentschaft 2010                                    | 2010              | 2.000.000 |

### 20 Euro
| Thema der 20-Euro-Münze                                                          | Ausgabejahr      | Auflage   |
| -------------------------------------------------------------------------------- | ---------------- | --------- |
| Material: 92,5 % Silber, 7,5 % Kupfer – Durchmesser: 33 mm – Masse: 18 g         |                  |           |
| Fußball-Weltmeister 2010                                                         | 2010             | 2.000.000 |
| 100 Jahre Internationaler Frauentag                                              | 2011             | 2.000.000 |
| Material: 99,9 % Gold – Durchmesser: 13,92 mm – Masse: 1,24 g                    |                  |           |
| Spanisches Jahr in China                                                         | 2. Juli 2007     | 15.000    |
| Historische Münzen – Römischer Aureus                                            | 20. Oktober 2008 | 12.000    |
| Historische Münzen – Centén von Philipp III., 1609                               | 2009             | 12.000    |
| Fußball-Weltmeisterschaft 2010 in Südafrika                                      | 2010             | 20.000    |
| Historische Münzen – Triente von Leovigild                                       | März 2011        | 12.000    |
| 25. Jahrestag des Beitritts Spaniens und Portugals zur Europäischen Gemeinschaft | 2011             | 12.000    |
| Historische Münzen – Dinar Almohade                                              | 2012             | 12.000    |
| 75. Geburtstag von Juan Carlos I.                                                | 2013             | 12.000    |
| Historische Münzen – 1/2 Excelente von Sevilla                                   | 2014             | 10.000    |
| Historische Münzen – Madrid Mint von Philipp III., 1618                          | 2015             | 7.500     |
| Historische Münzen – Iberischer Reiter                                           | 2016             | 7.500     |
| Historische Münzen – Peseta von Juan Carlos I. – Das Haus Bourbon                | 2017             | 7.500     |
| Historische Münzen – 4 Escudo von Karl II. – Das Haus Habsburg                   | 2019             | 5.000     |

### 25 Euro
Im Jahr 2016 wurden drei eckige Münzen ausgeben, die gemeinsam das Bild Der Garten der Lüste von Hieronymus Bosch ergeben. Die beiden rechteckigen Flügel links und rechts sind 25-Euro-Münzen, der mittlere quadratische Teil ist eine 50-Euro-Münze.
| Thema                                                                                | Ausgabejahr | Auflage |
| ------------------------------------------------------------------------------------ | ----------- | ------- |
| Material: 99,9 % Silber – rechteckiges Format: 60 × 30 mm – Masse: 67,5 g            |             |         |
| Schätze spanischer Museen – Hieronymus Bosch – Der Garten der Lüste (linker Flügel)  | 2016        | 2.000   |
| Schätze spanischer Museen – Hieronymus Bosch – Der Garten der Lüste (rechter Flügel) | 2016        | 2.000   |

### 30 Euro
| Thema                                                                 | Ausgabejahr | Auflage   |
| --------------------------------------------------------------------- | ----------- | --------- |
| Material: 92,5 % Silber – Durchmesser: 33 mm – Masse: 18 g            |             |           |
| 10. Jahrestag des Euro                                                | 2012        | 2.000.000 |
| 75. Geburtstag von Juan Carlos I.                                     | 2013        | 2.000.000 |
| 400. Todestag von El Greco – Der Caballero mit der Hand auf der Brust | 2014        | 2.000.000 |
| Proklamation von Felipe VI. zum König von Spanien                     | 2014        | 1.000.000 |
| 400 Jahre zweiter Teil von „Don Quijote“                              | 2015        | 1.000.000 |
| 400. Todesjahr von Cervantes                                          | 2016        | 1.000.000 |
| 25 Jahre Vertrag über die Europäische Union                           | 2017        | 1.000.000 |
| 50. Geburtstag von Felipe VI.                                         | 2018        | 1.000.000 |
| 1300 Jahre Königreich Asturien                                        | 2018        | 1.000.000 |
| 200 Jahre Museo del Prado                                             | 2019        | 1.000.000 |
| Danke! Profis im Kampf gegen COVID-19                                 | 2020        | 1.000.000 |
| Heiliges Compostelanisches Jahr 2021/22                               | 2021        | 1.000.000 |

### 40 Euro
| Thema                                                                    | Ausgabedatum      | Auflage   |
| ------------------------------------------------------------------------ | ----------------- | --------- |
| Material: 92,5 % Silber, 7,5 % Kupfer – Durchmesser: 33 mm – Masse: 18 g |                   |           |
| 500 Jahre Weltumrundung (Farbmünze)                                      | 17. November 2022 | 1.000.000 |
| 18. Geburtstag der Prinzessin von Asturien (Farbmünze)                   | November 2023     | 1.005.000 |

### 50 Euro
| Thema der 50-Euro-Münze | Ausgabejahr       | Auflage |
| --- | ----------------- | ------- |
| Material: 92,5 % Silber, 7,5 % Kupfer – Durchmesser: 73 mm – Masse: 168,75 g                                                                         |                   |         |
| Antoni Gaudí – Sagrada Família | Juli 2002         | 8.000   |
| 1 Jahr Europäische Währungsunion | Februar 2003      | 20.000  |
| 100. Geburtstag von Salvador Dalí – Die Beständigkeit der Erinnerung und Traum                                                                       | Mai 2004          | 12.000  |
| 500. Todestag von Königin Isabella I. – Die Übergabe von Granada                                                                                     | November 2004     | 8.000   |
| 400 Jahre Roman Don Quijote – Miguel de Cervantes | April 2005        | 8.000   |
| 500. Todestag von Christoph Kolumbus – Kolumbus in Amerika                                                                                           | Mai 2006          | 6.000   |
| 5 Jahre Europäische Währungsunion – Europa auf dem Stier                                                                                             | März 2007         | 5.000   |
| Cantar de Mio Cid | Juli 2007         | 6.000   |
| 200 Jahre Unabhängigkeitskrieg – Die Erschießung der Aufständischen und Der 2.Mai 1808 in Madrid: Der Kampf mit den Mamelucken von Goya              | 19. Mai 2008      | 5.000   |
| Spanische Maler – Diego Rodríguez de Silva y Velázquez – Las Meninas und Der Triumph des Bacchus                                                     | 10. Dezember 2008 | 5.000   |
| 20. Todestag von Salvador Dalí – Die Versuchung des Heiligen Antonius und Das Gespenst des Sex-Appeal                                                | 2009              | 5.000   |
| Historische Münzen – Cincuentín von Philipp III., 1609                                                                                               | 2009              | 6.000   |
| Spanische Maler – Francisco de Goya – Hexensabbat und Picador auf Pferd                                                                              | 2010              | 6.000   |
| Spanische Maler – El Greco – obere und untere Bildebene vom Begräbnis des Grafen von Orgaz                                                           | 2011              | 5.000   |
| Joan Miró – Haus mit Palme und Pintura (1934) | 2012              | 5.000   |
| 10 Jahre Euro-Bargeld | 2012              | 4.000   |
| 75. Geburtstag von Juan Carlos I. | 2013              | 5.000   |
| 500 Jahre Entdeckung des Pazifischen Ozeans durch Vasco Núñez de Balboa                                                                              | 2013              | 5.000   |
| Schätze spanischer Museen – Velázquez – Die Spinnerinnen und Philipp III. zu Pferd                                                                   | 2013              | 5.000   |
| Schätze spanischer Museen – Francisco Goya – Der Drachen und Der Schneesturm (Winter)                                                                | 2014              | 4.000   |
| Schätze spanischer Museen – Der Frühling von Arcimboldo (aus der Gruppe Vier Jahreszeiten) und Ölgemälde von Gaspar de Borja y Velasco von Velázquez | 2015              | 4.000   |
| Schätze spanischer Museen – Habitación de hotel von Edward Hopper – The Lost Trail von Charles Wimar                                                 | 2017              | 3.000   |
| 50. Geburtstag von König Felipe – Königliche Familie                                                                                                 | 2018              | 2.000   |
| 450 Jahre Schlacht von Lepanto (Farbmünze) | 2021              | 2.500   |
| 275. Geburtstag von Francisco de Goya – Die Weinlese und Selbstporträt, Tafel 1 von Los caprichos (Farbmünze)                                        | 2021              | 2.500   |
| 100. Todestag von Joaquín Sorolla – Spaziergang am Strand und Das kleine Segelboot (Farbmünze)                                                       | 24. April 2023    | 3.000   |
| 425. Geburtstag von Diego Velázquez – Las Meninas (Farbmünze)                                                                                        | 18. November 2024 | 2.500   |
| 10. Jahrestag der Proklamation Seiner Majestät König Felipe VI. (Farbmünze)                                                                          | 28. November 2024 | 2.500   |
| Material: 99,9 % Silber – quadratisches Format: 60 × 60 mm – Masse: 135 g                                                                            |                   |         |
| Schätze spanischer Museen – Hieronymus Bosch – Der Garten der Lüste (Mittelteil)                                                                     | 2016              | 2.000   |
| 50. Todestag von Pablo Picasso – Arlequin con espejo (Farbmünze)                                                                                     | Dezember 2023     | 5.000   |
| 50. Todestag von Pablo Picasso – Mujer con los bravos levantados (Farbmünze)                                                                         | Dezember 2023     | 5.000   |
| Material: 99,9 % Gold – Durchmesser: 19 mm – Masse: 3,375 g                                                                                          |                   |         |
| 150 Jahre Verschwinden der Escudos – Wappen von Ferdinand VI.                                                                                        | 2018              | 2.500   |

### 100 Euro
| Thema der 100-Euro-Münze                                                                           | Ausgabejahr       | Auflage |
| -------------------------------------------------------------------------------------------------- | ----------------- | ------- |
| Material: 99,9 % Gold – Durchmesser: 23 mm – Masse: 6,75 g                                         |                   |         |
| Fußball-Weltmeisterschaft 2006 – Spieler                                                           | November 2003     | 25.000  |
| Fußball-Weltmeisterschaft 2006 – Torwart                                                           | Dezember 2004     | 25.000  |
| Fußball-Weltmeisterschaft 2010 – Afrikakarte                                                       | Februar 2009      | 6.000   |
| Historische Münzen – Triente von Suinthila                                                         | März 2011         | 6.000   |
| Historische Münzen – Gold-Maravedí von Alfons VIII.                                                | 2012              | 6.000   |
| Miguel de Cervantes                                                                                | 2013              | 5.000   |
| FIFA Fußball-Weltmeisterschaft 2014 in Brasilien                                                   | 2013              | 4.000   |
| UNESCO-Weltkulturerbe – Millennium des Königreichs Granada – Alhambra                              | 2013              | 4.000   |
| Historische Münzen – 2 Excelentes von Granada                                                      | 2014              | 4.000   |
| 400 Jahre Zweite Ausgabe des Don Quijote                                                           | 2015              | 2.500   |
| Historische Münzen – 2 Escudos von Philipp III., 1615                                              | 2015              | 2.500   |
| Historische Münzen – Ebusus Hemidrachma – Phönizier und Iberer                                     | 2016              | 2.500   |
| 500. Todestag von Ferdinand II. von Aragon                                                         | 2016              | 2.500   |
| Spanische Olympiamannschaft                                                                        | 2016              | 2.500   |
| Historische Münzen – 2 Escudos von Philipp V., 1731 – Das Haus Bourbon                             | 2017              | 2.500   |
| FIFA-Fußball-Weltmeisterschaft 2018 in Russland                                                    | 2017              | 3.000   |
| 150 Jahre Verschwinden der Escudos – Wappen von Philipp III.                                       | 2018              | 2.000   |
| FIFA-Fußball-Weltmeisterschaft 2018 in Russland                                                    | 2018              | 3.500   |
| Historische Münzen – 8 Escudos von Philipp IV., 1632 – Das Haus Habsburg                           | 2019              | 2.000   |
| 200 Jahre Museo del Prado – Karl V. von Leone Leoni                                                | 2019              | 2.500   |
| 200 Jahre Museo del Prado – Orestes und Pylades von Pasiteles                                      | 2019              | 2.500   |
| 200 Jahre Museo del Prado – Meleandros Jagd von Giovanni di Benedetto                              | 2019              | 2.500   |
| UEFA-Fußball-Europameisterschaft 2021                                                              | 2020              | 2.000   |
| FIFA-Fußball-Weltmeisterschaft 2022 in Katar                                                       | 2021              | 2.000   |
| FIFA-Fußball-Weltmeisterschaft 2026                                                                | 31. März 2025     | 1.500   |
| Material: Material: 92,5 % Silber, 7,5 % Kupfer (vergoldet) – Durchmesser: 73 mm – Masse: 168,88 g |                   |         |
| Historische Münzen – 100 Escudos von Philipp III., 1609 (Centén)                                   | 2009              | 6.000   |
| Juwelen des Museums – 400 Jahre Centén                                                             | 27. Dezember 2023 | 2.500   |

### 200 Euro
| Thema der 200-Euro-Münze                                                             | Ausgabejahr       | Auflage |
| ------------------------------------------------------------------------------------ | ----------------- | ------- |
| Material: 99,9 % Gold – Durchmesser: 30 mm – Masse: 13,5 g                           |                   |         |
| Fußball-Weltmeisterschaft 2002 – Zweikampf                                           | 10. Juni 2002     | 4.000   |
| 1 Jahr Europäische Währungsunion                                                     | Februar 2003      | 20.000  |
| 25 Jahre Verfassung                                                                  | Dezember 2003     | 4.000   |
| EU-Erweiterung                                                                       | März 2004         | 5.000   |
| Hochzeit von Kronprinz Felipe und Letizia                                            | April 2004        | 30.000  |
| 500. Todestag von Königin Isabella I.                                                | 2004              | 05.000  |
| 60 Jahre Frieden und Freiheit in Europa                                              | April 2005        | 4.000   |
| 25 Jahre Stiftung Fürst von Asturien                                                 | Oktober 2005      | 3.000   |
| Kaiser Karl V.                                                                       | März 2006         | 3.500   |
| 50 Jahre Römische Verträge                                                           | März 2007         | 3.500   |
| Cantar de Mio Cid                                                                    | Juli 2007         | 3.500   |
| Alfons X. von Kastilien                                                              | 28. April 2008    | 3.500   |
| Fußball-Europameisterschaft 2008                                                     | 27. Oktober 2008  | 4.000   |
| Diego Rodríguez de Silva y Velázquez – Die Übergabe von Breda                        | 10. Dezember 2008 | 3.500   |
| Philipp II. von Spanien                                                              | 2009              | 3.000   |
| Antoni Gaudí – Sagrada Família                                                       | 2010              | 3.000   |
| Francisco de Orellana                                                                | 2011              | 3.000   |
| UEFA-Europameister 2012                                                              | 2012              | 4.000   |
| Juan Gris – La table du musicien                                                     | 2012              | 4.000   |
| 500 Jahre Entdeckung des Pazifischen Ozeans durch Vasco Núñez de Balboa              | 2013              | 3.000   |
| Manuel de Falla                                                                      | 2014              | 2.500   |
| 70 Jahre Frieden in Europa                                                           | 2015              | 2.500   |
| 400. Todestag von Miguel de Cervantes                                                | 2016              | 2.500   |
| Modernes Europa                                                                      | 2016              | 2.500   |
| Das Zeitalter von Eisen und Glas                                                     | 2017              | 2.500   |
| 150 Jahre Verschwinden der Escudos – Wappen von Philipp II.                          | 2018              | 1.500   |
| Barock und Rokoko                                                                    | 2018              | 2.000   |
| Renaissance                                                                          | 2019              | 2.500   |
| Gotik                                                                                | 2020              | 2.500   |
| 100. Todestag von Joaquín Sorolla – Selbstporträt und Clotilde in einem grauen Kleid | 24. April 2023    | 1.500   |
| 10. Jahrestag der Proklamation Seiner Majestät König Felipe VI. (Farbmünze)          | 28. November 2024 | 1.500   |

### 300 Euro
| Thema | Ausgabejahr   | Auflage |
| --- | ------------- | ------- |
| Material: Trimetall, äußerer Ring und Kern: 92,5 % Silber, 7,5 % Kupfer, innerer Ring: 99,9 % Gold – Durchmesser: 40 mm (zwölfeckig) – Masse: 28,8 g |               |         |
| Fußball-Weltmeisterschaft 2006 – Elfmeterschütze | Januar 2006   | 8.000   |
| Basketball-Weltmeisterschaft 2006 in Japan | Dezember 2006 | 2.006   |
| Material: 99,9 % Silber – Durchmesser: 100 mm – Masse: 1007 g                                                                                        |               |         |
| Geschichte des Dollars | 2017          | 1.000   |
| Spanische Währungen | 2019          | 500     |

### 400 Euro
| Thema der 400-Euro-Münze | Ausgabejahr       | Auflage |
| --- | ----------------- | ------- |
| Material: 99,9 % Gold – Durchmesser: 38 mm – Masse: 27 g                                                                                             |                   |         |
| 150. Geburtstag von Antoni Gaudí – Casa Batlló | Juli 2002         | 3.000   |
| 100. Geburtstag von Salvador Dalí – Mädchen am Fenster                                                                                               | Mai 2004          | 5.000   |
| 400 Jahre Don Quijote – Esel und Pferd | April 2005        | 3.000   |
| 500. Todestag von Christoph Kolumbus – Kolumbus beim Spanischen König                                                                                | Mai 2006          | 3.000   |
| 5 Jahre Europäische Währungsunion – Sterne vor Weltkugel                                                                                             | März 2007         | 3.000   |
| 200 Jahre Unabhängigkeitskrieg – José de Palafox y Melci und La table du musicien (Platte 7 von Desastres de la Guerra, Agustina de Aragón) von Goya | 19. Mai 2008      | 3.500   |
| Spanische Maler – 20. Todestag von Salvador Dalí – Tristan und Isolde und Galarina                                                                   | 2009              | 3.000   |
| Spanische Maler – Francisco de Goya – Selbstporträt, Tafel 1 von Los caprichos und „Volavérunt“ aus Los Caprichos                                    | 2010              | 3.000   |
| Spanische Maler – El Greco – Bildnis eines Herrn und Das Martyrium des heiligen Mauritius                                                            | 2011              | 3.000   |
| Spanische Maler – Joan Miró – Selbstporträt und Porträt eines Mädchens                                                                               | 2012              | 3.000   |
| Schätze der spanischen Museen – Albrecht Dürer – Selbstporträt und Adam und Eva                                                                      | 2013              | 3.000   |
| Schätze der spanischen Museen – El Greco – Porträt eines Herrn und San Juan Evangelista                                                              | 2014              | 2.000   |
| Schätze der spanischen Museen – Francisco de Goya – Das Begräbnis der Sardine und Reiterporträt von König Ferdinand VII.                             | 2015              | 2.000   |
| Schätze der spanischen Museen – Der Heuwagen und The Temptation of St Anthony von Hieronymus Bosch                                                   | 2016              | 1.500   |
| Schätze der spanischen Museen – Porträt Heinrichs VIII von Hans Holbein und Porträt von Giovanna Tornabuoni von Domenico Ghirlandaio                 | 2017              | 2.000   |
| 150 Jahre Verschwinden der Escudos – Wappen von Philipp V.                                                                                           | 2018              | 1.000   |
| 50. Geburtstag von König Felipe – Inthronisation | 2018              | 1.000   |
| 275. Geburtstag von Francisco de Goya – Der Schlaf der Vernunft gebiert Ungeheuer und Selbstporträt, Tafel 1 von Los caprichos                       | 2021              | 1.000   |
| 425. Geburtstag von Diego Velázquez – Der Triumph des Bacchus                                                                                        | 18. November 2024 | 1.000   |
| Material: 99,9 % Gold – Durchmesser: 37,2 mm – Masse: 31,104 g (1 Unze)                                                                              |                   |         |
| FIFA-Fußball-Weltmeisterschaft 2026 | 31. März 2025     | 0.800   |